# Oligodon rhombifer
Oligodon rhombifer är en ormart som beskrevs av Werner 1924. Oligodon rhombifer ingår i släktet Oligodon och familjen snokar. Inga underarter finns listade i Catalogue of Life.
Oligodon rhombifer beskrevs med hjälp av exemplar som hittades på Sumatra. Enligt The Reptile Database och IUCN är Oligodon rhombifer identisk med Oligodon ancorus. De flesta exemplar av Oligodon ancorus hittades däremot i norra Filippinerna.